# Dispositiu betavoltaic
Un dispositiu betavoltaic (cel·la betavoltaica o bateria betavoltaica) és un tipus de bateria nuclear que genera corrent elèctric a partir de partícules beta (electrons o positrons) emeses per una font radioactiva, utilitzant unions semiconductores. Una font comuna utilitzada és l'isòtop d'hidrogen, el triti. A diferència de la majoria de fonts d'energia nuclear que utilitzen la radiació nuclear per generar calor que després s'utilitza per generar electricitat, els dispositius betavoltaics utilitzen un procés de conversió no tèrmic, convertint els parells electró-forat produïts pel rastre d'ionització de les partícules beta que travessen un semiconductor.
Les fonts d'energia betavoltaiques (i la tecnologia relacionada de les fonts d'energia alfavoltaiques) són particularment adequades per a aplicacions elèctriques de baixa potència on es necessita una llarga vida útil de la font d'energia, com ara dispositius mèdics implantables o aplicacions militars i espacials.

## Història
La betavoltaica es va inventar a la dècada del 1970. Alguns marcapassos de la dècada del 1970 utilitzaven betavoltaics basats en prometi, però es van anar eliminant gradualment a mesura que es van desenvolupar bateries de liti més barates.
Els primers materials semiconductors eren ineficients a l'hora de convertir els electrons de la desintegració beta en corrent, i requerien isòtops més energètics i més cars (i potencialment perillosos). Els materials semiconductors més eficients utilitzats A 2019 es pot aparellar amb isòtops relativament benignes com el triti, que produeixen menys radiació.
La Betacel, desenvolupada per Larry C. Olsen, va ser una de les primeres i més reeixides bateries betavoltaiques comercialitzades, i va influir en el disseny de dispositius betavoltaics moderns com les bateries NanoTritium.

## Propostes
L'ús principal de la betavoltaica és per a ús remot i a llarg termini, com ara naus espacials que requereixen energia elèctrica durant una o dues dècades. Els progressos recents han fet que alguns suggereixin l'ús de betavoltaica per carregar de manera gradual bateries convencionals en dispositius de consum, com ara telèfons mòbils i ordinadors portàtils. Ja el 1973 es va suggerir l'ús de betavoltaics en dispositius mèdics a llarg termini com ara marcapassos.
El 2018 es va introduir un disseny rus basat en lloses de níquel-63 de 2 micres de gruix intercalades entre capes de diamant de 10 micres. Produïa una potència de sortida d'aproximadament 1 μW a una densitat de potència de 10 μW/cm³. La seva densitat d'energia era de 3,3 kW⋅h/kg. La semivida del níquel-63 és de 100 anys.
El 2019, un article va indicar la viabilitat dels dispositius betavoltaics en entorns d'alta temperatura superior a 733 K (460 °C; 860 °F) com la superfície de Venus.
La betavoltaica converteix directament l'energia cinètica de les partícules beta en energia elèctrica mitjançant unions semiconductores. A diferència dels reactors nuclears tradicionals, que generen calor i després la converteixen en electricitat, els betavoltaics ofereixen una conversió no tèrmica.
Un prototip de bateria betavoltaica anunciat a principis del 2024 per l'empresa Betavolt de la Xina conté una fina oblia que proporciona una font d'electrons de partícules beta ( carboni-14 o níquel-63) intercalades entre dues fines capes de semiconductors de diamant cristal·logràfic. L'empresa emergent xinesa afirma tenir el dispositiu en miniatura en fase de prova pilot. Presentat el gener de 2024, suposadament genera 100 microwatts de potència i un voltatge de 3V i té una vida útil de 50 anys sense necessitat de càrrega ni manteniment. Betavolt afirma que és el primer dispositiu miniaturitzat d'aquest tipus mai desenvolupat. Obté la seva energia d'una làmina de níquel-63 situada en un mòdul de la mida d'una moneda molt petita. L'isòtop es desintegra en Cu-63 estable i no radioactiu, que no representa cap amenaça ambiental addicional.
El març de 2025, investigadors de l'Institut de Ciència i Tecnologia de Daegu Gyeongbuk (DGIST) van desenvolupar una bateria betavoltaica d'alta eficiència utilitzant carboni-14. A diferència dels dissenys tradicionals, incorporava radiocarboni tant a l'ànode com al càtode, cosa que augmentava l'eficiència de conversió d'energia fins al 2,86%. Un semiconductor de diòxid de titani amb un colorant a base de ruteni millora la transferència d'electrons, creant un efecte d'allau d'electrons.

## Inconvenients
A mesura que el material radioactiu emet radiació, la seva activitat disminueix lentament (vegeu el període de semidesintegració). Així, amb el temps un dispositiu betavoltaic proporcionarà menys potència. En dispositius pràctics, aquesta disminució es produeix durant un període de molts anys. Per als dispositius de triti, la vida mitjana és de 12,32 anys. En el disseny de dispositius, cal tenir en compte quines característiques de la bateria es requereixen al final de la seva vida útil i assegurar-se que les propietats d'inici de la vida útil tinguin en compte la vida útil desitjada.
La responsabilitat relacionada amb les lleis ambientals i l'exposició humana al triti i la seva desintegració beta també s'ha de tenir en compte en l'avaluació de riscos i el desenvolupament de productes. Naturalment, això augmenta tant el temps de comercialització com el ja elevat cost associat al triti. Un informe del 2007 del Grup Assessor sobre Radiacions Ionitzants de l'Agència de Protecció de la Salut del govern del Regne Unit va declarar que els riscos per a la salut de l'exposició al triti eren el doble dels establerts anteriorment per la Comissió Internacional de Protecció Radiològica amb seu a Suècia.
Com que la desintegració radioactiva no es pot aturar, accelerar o alentir, no hi ha manera de "desactivar" la bateria ni de regular la seva potència de sortida. Per a algunes aplicacions això és irrellevant, però d'altres necessitaran una bateria química de reserva per emmagatzemar energia quan no sigui necessària per quan sí que sigui. Això redueix l'avantatge de l'alta densitat de potència.

## Seguretat
Tot i que la betavoltaica utilitza un material radioactiu com a font d'energia, les partícules beta tenen baixa energia i es poden aturar fàcilment amb uns quants mil·límetres de blindatge. Amb una construcció adequada del dispositiu (és a dir, un blindatge i contenció adequats), un dispositiu betavoltaic no emetria radiació perillosa. Una fuita del material inclòs generaria riscos per a la salut, de la mateixa manera que les fuites dels materials d'altres tipus de bateries (com ara el liti, el cadmi i el plom) comporten importants problemes de salut i medi ambient. La seguretat es pot augmentar encara més transformant el radioisòtop utilitzat en una forma químicament inert i mecànicament estable, cosa que redueix el risc de dispersió o bioacumulació en cas de fuita.

## Disponibilitat
Les bateries nuclears betavoltaiques es poden comprar comercialment. Els dispositius disponibles el 2012 incloïen un dispositiu alimentat per triti de 100 μW que pesava 20 grams.

## Eficiència
A causa de l'alta densitat d'energia dels radioisòtops (els radioisòtops tenen ordres de magnitud més densitat d'energia que les fonts d'energia química, però una densitat de potència molt més baixa; la densitat de potència d'un radioisòtop és inversament proporcional a la seva vida mitjana, és a dir, una vida mitjana més curta es tradueix en una densitat de potència més alta), i la necessitat de fiabilitat per sobre de tot en moltes aplicacions de betavoltaica, s'accepten eficiències comparativament baixes. La tecnologia actual permet percentatges d'un sol dígit d'eficiència de conversió d'energia des de l'entrada de partícules beta fins a la producció d'electricitat, però la recerca per a una major eficiència està en curs. En comparació, una eficiència tèrmica del voltant del 30% es considera relativament baixa per a les noves centrals tèrmiques a gran escala, i les centrals de cicle combinat avançades aconsegueixen una eficiència del 60% o més si es mesura per la producció d'electricitat per entrada de calor. Si el dispositiu betavoltaic funciona també com a unitat de calefacció de radioisòtops, és en efecte una planta de cogeneració i aconsegueix eficiències totals molt més altes, ja que gran part de la calor residual és útil. De manera similar a la fotovoltaica, el límit de Shockley-Queisser també imposa un límit absolut per a un dispositiu betavoltaic amb una sola banda prohibida.

### Màxima eficiència
Com que l'energia més alta que es pot extreure d'un únic EHP és l'energia de banda prohibida, l'eficiència final d'una bateria beta es pot estimar com a
{\displaystyle \eta _{\text{max}}={E_{\text{g}} \over E_{\text{EHP}}},}
on {\textstyle E_{\text{g}}} i {\textstyle E_{\text{EHP}}} són la banda prohibida dels semiconductors i l'energia de creació de parells electró-forat, respectivament. Se sap que l'energia per generar un sol EHP per una partícula beta s'escala linealment amb el interval de banda com a {\textstyle E_{\text{EHP}}=AE_{\text{g}}+B} amb A i B depenent de les característiques dels semiconductors.